# Gondorf
Pour les articles homonymes, voir Gondorf (homonymie).

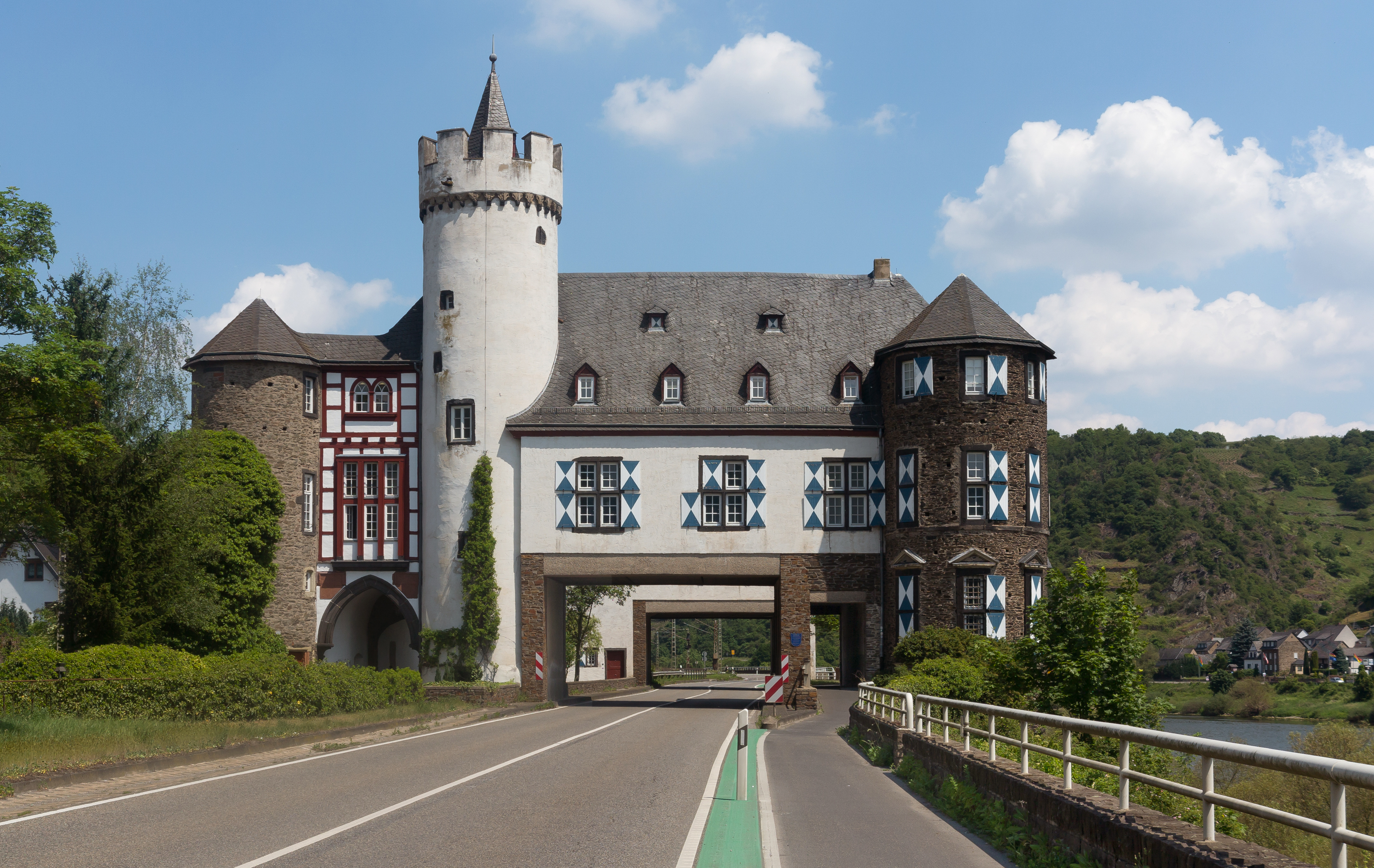
Le château der Oberburg à Gondorf. Juin 2017.

Gondorf est une municipalité allemande située dans le land de Rhénanie-Palatinat et l'arrondissement d'Eifel-Bitburg-Prüm.